# June Maston
June Rit Maston, puis mariée Ferguson, née le 14 mars 1928 et décédée le 3 décembre 2004, était une athlète australienne.
En 1948, elle terminait quatrième du championnat national sur 100 yards. Plus tard dans l'année, aux Jeux olympiques à Londres, elle remportait l'argent en relais 4 × 100 m avec Shirley Strickland, Joyce King et Elizabeth McKinnon. En saut en longueur, elle échouait en qualifications.
Après avoir arrêté la compétition, elle devint coach. Elle a ainsi entraîné la quadruple championne olympique Betty Cuthbert et la championne olympique du 80 m haies Maureen Caird.

## Palmarès

### Jeux olympiques d'été
- Jeux olympiques d'été de 1948 à Londres ( Royaume-Uni)
  -  Médaille d'argent en relais 4 × 100 m
  - éliminée en qualifications du saut en longueur

## Sources
- (en) Cet article est partiellement ou en totalité issu de l’article de Wikipédia en anglais intitulé « June Maston » (voir la liste des auteurs).